# Mbaye Ndiaye
Mbaye Ndiaye (* 4. Januar 1999 in Thiès) ist ein senegalesischer Basketballspieler.

## Werdegang
Ndiaye wechselte 2017 aus seinem Heimatland in die Nachwuchsabteilung des französischen Vereins JL Bourg Basket. Dort gab er auch seinen Einstand in der höchsten Liga des Landes, ProA. Im Sommer 2020 wurde er von Zweitligisten ADA Blois Basket verpflichtet. 2022 stieg er mit Blois in die erste Liga auf. In der Sommerpause 2022 nahm er in den Farben der Denver Nuggets an der Sommerliga der NBA teil. Ndiaye wurde senegalesischer Nationalspieler. Mit guten Leistungen in der ersten französischen Liga während der Saison 2022/23 (10,1 Punkte, 6,5 Rebounds je Begegnung) zog er die Aufmerksamkeit der Spitzenmannschaft ASVEL Lyon-Villeurbanne auf sich, die ihn im Sommer 2023 verpflichtete.